# ウイルス進化説
ウイルス進化説（ウイルスしんかせつ）は、自然淘汰による進化を否定し、進化はウイルスの感染によって起こるという主張。中原英臣（新渡戸文化短期大学）と佐川峻（科学評論家）が主張した進化論説である。
後述の通り自然淘汰の突然変異の一つとしてウイルス感染もあるという考えとは異なる。

## 概説
彼等によれば、ウイルスによって運ばれた遺伝子がある生物の遺伝子の中に入り込み、変化させることによってのみ進化が起きるとする。
ウイルスの遺伝子が宿主に取り込まれる可能性とその進化的意義については、レトロウイルスの逆転写酵素が発見された直後からすでに議論されていたとし、「進化はウイルスによる伝染病」ととらえ、適応進化を否定する。また彼等は、持論を今西進化論を支持するものと主張している。
中原英臣、佐川峻らは、以上の見地から、ウイルスはミトコンドリアや葉緑体と同じオルガネラであると主張している。
ウイルスが遺伝子の移動を行っているオルガネラであるとすれば、遺伝子の移動によって起きる進化は、生物が持っている機能と考えられる。

## キリンの首はなぜ長い？
ウイルス進化説の解説によく用いられるのが「キリンの首はなぜ長い？」という疑問である。この疑問は現在においても科学的に解明されておらず、様々な説が存在する。有力な説は、ダーウィニズムを基本とする進化論だが、首の短いキリンと首の長いキリンの間の「中間の首の長さ」のキリンの化石が発見されていないことが大きな問題とされることがある。このため、この疑問に答えうる、瞬間的な進化を可能とする説としてウイルス進化説がしばしば登場する。
また分子生物学によって解明されつつある「遺伝子の突然変異による変化の蓄積」は、突然変異のほとんどが生存に不利なものであり進化の基礎とはならないと主張する。適者生存については、必ずしも適者が生き残るのではなく、個体で見れば運の良いものが生存する。だから適者生存も進化の基礎をなすとは言えないと主張する。また生物の体や習性の仕組みはどれも精巧であり、緩やかな変化の蓄積によって成し遂げられた物とは考えにくいとも主張する。これらをすべて説明できるのがウイルス進化論である、としている。ただしその具体的な仕組みには未だ言及していない。
キリンのように生息域が狭い種族が餌環境の激変などにより短期間で進化した場合は「進化の中間の化石」がそもそもあまり残らないため発見されないことは決して珍しい事ではなく（いわゆるミッシングリンク）、ダーウィニズムを基本とする進化論を否定する根拠にはならないとも言われている。

## 病原性大腸菌O157の例
元来の大腸菌は病原性を持たないが、病原因子のコードを持つ大腸菌がしばしば存在し、ゲノムサイズが大きくなっている。これは菌に感染するウイルス（バクテリオファージ）により病原因子の水平伝搬が起こり、大腸菌のDNAに転写された結果であることが分かっている。O157と呼ばれる抗原を持つ大腸菌株はファージによって獲得したベロ毒素産生因子を持つ。しかし、菌が自身で病原因子を分離することはなく内在したまま子孫を残していく。このためこれも一種の進化とする見方がある。

## 評価
本説を裏付けるに足る報告は存在せず、進化生物学の専門家からは認められた学説ではない。また、査読のある学術雑誌に投稿した論文でもないため、科学学説としても認知されていない。本説の主張は「自然選択説への誤った批判。現在までの観察、研究例の無視。非理論的な考察」によって成り立っているという批判がある。また学問的な審査を経ていないにもかかわらず、特に初学者向けの解説書などで、有力な学説であるかのように振る舞う姿勢はニセ科学に通じるとも批判される。
本説の内容に対しては、数理生物学者の佐々木顕が詳細に批判している。たとえば本説ではウイルスが有用な遺伝子のみを選択的に運んでくる仕組みについて何も述べていないので、適応進化を説明することができない。実際のところ、ウイルスによる遺伝子の水平伝播が進化に影響するという考え自体はこの説以前からあり、中原らのオリジナルではない。しかし中原らの主張とは異なり、それは自然淘汰を不要とするものではなく、自然淘汰による説明を補足する程度のものでしかない。

## ウイルス進化説を取り上げたメディア等
- たけしの万物創世紀 (1997年2月4日「ウイルスの脅威」)
- 奇跡体験!アンビリバボー（2007年に詳解している）

### フィクション

#### 漫画
- MMR - 単行本8巻に、この説に基づき人工ネオテニー化＝人類を進化させようとする科学者が登場する話がある。
- ジョジョの奇妙な冒険 - 劇中に登場するスタンドと呼ばれる超能力は、地球外のウイルスがもたらしたという仮説が登場する。詳細は、「スタンド」を参照。
- オメガトライブ、オメガトライブ キングダム - ウイルスによる人類の進化と淘汰がテーマ。
- テラフォーマーズ - ウイルスによって急速に進化した人型ゴキブリとの戦いを描く。

#### ゲーム
- バイオハザード5 - アンブレラ社の創設者であるオズウェル・E・スペンサーの目的がウィルスを用いた人類の進化計画（その創造主となること）。

## 参照
1. ↑  中原英臣、佐川峻、富家孝「ウイルス進化説について―ウイルスによる遺伝子の水平移動―」『山梨医科大学紀要第』第3号、1986年、pp.14-18。
2. ↑  中原英臣、佐川峻『ウイルス進化論―ダーウィン進化論を超えて』早川書房、1996年。ISBN 4150502056。
3. ↑  「編集部付記」『Networks in Evolutionary Biology』第5号、1987年、52-53頁、ISSN 0911-6893。（同号に掲載された論文中原英臣、佐川峻、富塚孝「ウイルス進化論に対する反論にこたえる」（PDF）『Networks in Evolutionary Biology』第5号、1987年、50-52頁、ISSN 0911-6893。に対する、同誌編集部による付記）
4. ↑  佐々木顕「ウイルス、遺伝子の種間水平移動、今西」（PDF）『Networks in Evolutionary Biology』第4号、1987年、60-63頁、ISSN 0911-6893。
5. ↑  佐々木顕「中原、佐川氏の反論にこたえる」（PDF）『Networks in Evolutionary Biology』第5号、1987年、53-60頁、ISSN 0911-6893。
6. ↑  河田雅圭「進化論再考」『imidas'02』集英社、2002年、26-27頁。ISBN 4081000166。
7. ↑  伊勢田哲治『哲学思考トレーニング』筑摩書房〈ちくま新書〉、2005年、76-77頁。ISBN 4480062459。

## 関連する図書
- 中原英臣・佐川峻：「新・進化論が変わる ― ゲノム時代にダーウィン進化論は生き残るか」、講談社ブルーバックス（2008年4月22日）。
- 武村政春：「新しいウイルス入門 ― 単なる病原体ではなく生物進化の立役者？」、講談社ブルーバックス、ISBN 978-4062578011（2013年1月18日）。
- 武村政春:「生物はウイルスが進化させた ― 巨大ウイルスが語る新たな生命像」 、講談社ブルーバックス、ISBN 978-4065020104（2017年4月19日）。